# Punti per pollice
I punti per pollice, noti anche con la sigla DPI (dall'inglese dots per inch), sono la densità di informazioni grafiche che possono essere rese da un dispositivo di output (stampante grafica, plotter, RIP, schermo) o fornite da un dispositivo di input (scanner, mouse). Con il DPI si esprime la quantità di punti stampati o visualizzati su una linea lunga un pollice (2,54 cm). A parità di dimensione stampata, ad un valore più elevato corrisponde una risoluzione maggiore e una migliore resa sulle linee inclinate.

## DPI nei file digitali
I DPI si riferiscono sempre a una densità "fisica" dei punti; quindi, per una immagine digitale memorizzata in un computer, parlare di DPI non ha nessun senso fino al momento in cui non viene stampata.
In base alla distanza di visione per una stampa di alta qualità per riviste si utilizza una densità di 300 DPI, per stampe di grandi dimensioni con distanze di visioni superiori al metro la risoluzione può essere dimezzata, per stampe di cartelloni pubblicitari che sono visti da oltre 3 metri di distanza la densità di stampa scende sotto i 100 DPI.

## DPI e PPI (LCM, LPI)
Non esiste una corrispondenza tra i punti per pollice e i pixel per pollice; ad esempio, le stampanti a getto d'inchiostro utilizzano più punti per rappresentare un singolo pixel. Per questo motivo si generano facilmente equivoci.
Per questo si fa riferimento normalmente ai PPI quando ci si riferisce alle immagini digitali ed alla loro risoluzione in base ai pollici. Quando, ad esempio, ci si riferisce alla densità delle singole gocce per una stampa a getto di inchiostro si utilizza invece il termine LCM.